# Distrito de Santa Rosa (El Collao)
El distrito de Santa Rosa es uno de los cinco que conforman la provincia de El Collao ubicada en el departamento de Puno en el Sur del Perú.
Desde el punto de vista jerárquico de la Iglesia católica forma parte de la Prelatura de Juli en la Arquidiócesis de Arequipa.

## Historia
El distrito fue creado mediante Ley s/n del 5 de febrero de 1854

## Demografía
La población estimada en el año 2000 es de 10 479 habitantes.

## Capital
Su capital es el poblado de Mazo Cruz.

## Autoridades

### Municipales
- 2019 - 2022[3]
  - Alcalde: Eudalio Valerio Pierna Condorcria, de Moral y Desarrollo.
  - Regidores:

  1. Raúl Chambilla Alave (Moral y Desarrollo)
  2. Hilda Mucho Chambilla (Moral y Desarrollo)
  3. Santos Leonardo Gutiérrez Condori (Moral y Desarrollo)
  4. Celestino Mamani Chávez (Moral y Desarrollo)
  5. Leoner Demetrio Canqui Zavala (Movimiento de Integración por el Desarrollo Regional (Mi Casita))

## Festividades
- Mayo: Fiesta de las Cruces.
- Mayo 5: Aniversario del distrito.
- 30 de agosto: Santa Rosa de Lima.